# 2. Garde-Panzerarmee
Die 2. Garde-Panzerarmee (kurz: 2. GPA; russisch 2-я гвардейская танковая армия / Truppenteil №: 04085) war ein Großverband der Roten Armee bzw. Sowjetarmee. Heute gehört sie als 2. Allgemeine Gardearmee zu den russischen Landstreitkräften. Sie wurde im Zweiten Weltkrieg aufgestellt und unterstand nach 1945 der Gruppe der Sowjetischen Streitkräfte in Deutschland bzw. Westgruppe der Truppen (GSSD/WGT). Das Hauptquartier der Armee befand sich in dieser Zeit in Fürstenberg (Havel). 1993 wurde sie nach Russland abgezogen. Die Armee trug seit ihrer Aufstellung verschiedene Bezeichnungen und ist heute im Militärbezirk Wolga-Ural disloziert.

## Geschichte
Der Großverband trug seit seiner Aufstellung folgende Bezeichnungen:
- 2. Panzerarmee (15. Januar 1944, erste Formierung)
- 2. Garde-Panzerarmee (20. November 1944, nach Umgliederung aus 2. PA entstanden)
- 2. Mechanisierte Gardearmee (Juni 1945, Umgliederung)
- 2. Garde-Panzerarmee (April 1957, Umbenennung; ab Mitte 1980 faktisch Allgemeine Armee)
- 2. Allgemeine Gardearmee (2001 erneute Umgliederung, 2002 Umbenennung)

### Zweiter Weltkrieg
Die Aufstellung der 2. Garde-Panzerarmee erfolgte gemäß Befehl № 0376 des Volkskommissars für Verteidigung vom 20. November 1944, vorwiegend aus Truppenteilen und Verbänden der 2. Panzerarmee, mit sofortiger Eingliederung in die 1. Weißrussische Front. Hier nahm die Armee erfolgreich an Angriffsoperationen in Richtung Warschau-Poznań, Inowrocław sowie an der Schlacht um Ostpommern teil, legte kämpfend etwa 700 km in 15 Tagen zurück und wurde am 19. April 1945 vorübergehend in Reserve genommen. Danach erfolgte die Teilnahme an der Schlacht um die Seelower Höhen und der Schlacht um Berlin. Für Tapferkeit im Gefecht wurden bis Kriegsende 103.352 Soldaten der Armee mit Orden und Medaillen ausgezeichnet, 221 wurden Held der Sowjetunion.

### Nachkriegsperiode
Nach dem Krieg wurde die Armee der GSSD/WGT unterstellt, wobei das Hauptquartier der Armee in Fürstenberg (Havel) eingerichtet wurde, das hier auch bis zum Abzug 1993 verblieb.
Im Juni 1945 erfolgte die Umbenennung in 2. Mechanisierte Gardearmee, im April 1957 jedoch wurde die bisherige Bezeichnung 2. Garde-Panzerarmee wieder verwendet. Gemäß Bewaffnung und Ausrüstung erlangte die Armee Mitte der 1980er Jahre de facto den Status einer Allgemeinen Armee, wobei jedoch die bisherige Bezeichnung unverändert beibehalten wurde. Bis Ende 1993 wurde die 2. GPA nach Russland abgezogen und im Militärbezirk Priwolsk disloziert.
Ab 2001 wurden aus den Truppenteilen und Verbänden der 2. Garde-Panzerarmee die 2. Allgemeine Gardearmee formiert, zu diesem Zeitpunkt erfolgte auch die Übergabe der traditionellen Truppenfahne und Auszeichnungen. Ab 2002 trug der Großverband die Bezeichnung 2. Allgemeine Gardearmee – 2. AGA (russisch 2-я гвардейская Краснознамённая общевойсковая армия / 2-ja gwardeiskaja Krasnosnamjonnaja obschtschewoiskowaja armija).

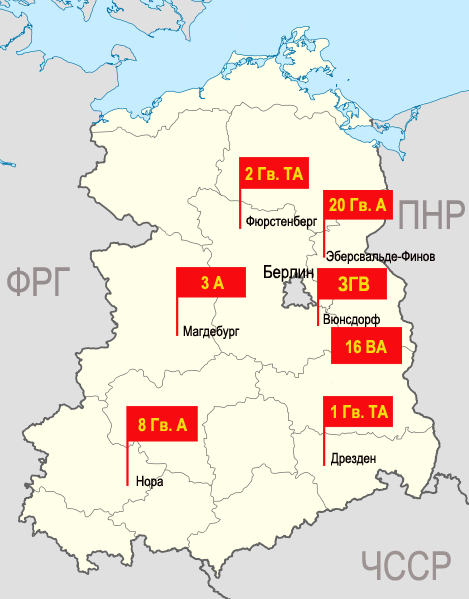
Stationierungsorte der WGT Armeen 1991.
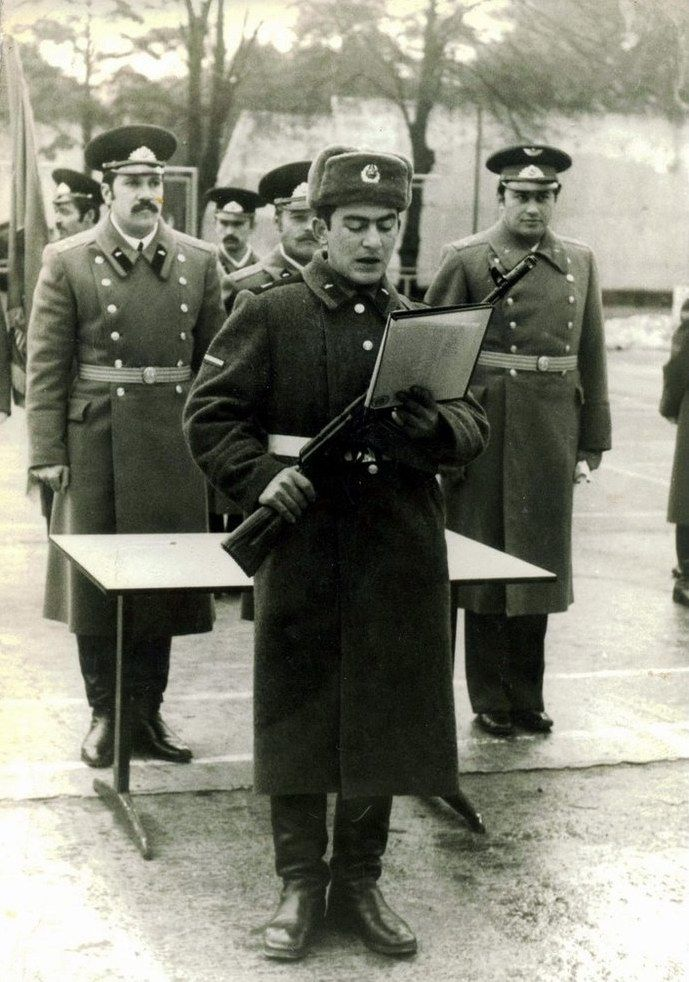
Soldaten der 2. GPA (21. MSD, 34. AufkBat zu Perleberg) leisten den feierlichen Fahneneid

## Bestand der Armee
Die 2. Garde-Panzerarmee gehörte bis 1993 zur Westgruppe der Truppen und hatte 1991 folgenden Bestand:
| Bezeichnung                                                | Standort            | Tarnname    | Truppen-№ | Bemerkung                                  |
| ---------------------------------------------------------- | ------------------- | ----------- | --------- | ------------------------------------------ |
| Hauptquartier der Armee                                    | Fürstenberg (Lage)  | «Astra»     | 04085     | auch Stab der Armee                        |
| 240. Selbstständiges Wach- und Sicherstellungsbataillon    | Fürstenberg         |             | 84975     |                                            |
| 121. Selbständiges Panzerregiment                          |                     |             | 93273     | Techentin-Hagenow bis 1990                 |
| 138. Selbstständiges Panzerregiment                        |                     | «Klorija»   | 57044     | Primerwalde bis 1990                       |
| 145. Selbständiges Panzerregiment                          |                     | «Duschnik»  | 55550     | Gardelegen bis 1990                        |
| 1185. Selbständiges Luft-Sturmbataillon                    |                     |             | 89730     | Ravensbrück (Lage) bis 1990                |
| 527. Selbständige Aufklärungskompanie (SPEZNAS)            | Stendal             |             | 21734     |                                            |
| 112. Garde-Raketenbrigade                                  | Gentzrode (Lage)    |             | 14353     | TR «R-17» (SS-1c)                          |
| 458. Raketenbrigade                                        | Strelitz-Alt (Lage) |             | 96759     | TR «Totschka» (SS-21 Scarab)               |
| 61. Flugabwehr-Raketenbrigade                              | Staats (Lage)       | «Bitjug»    | 44249     |                                            |
| 412. Flugabwehr-Raketenabteilung                           | Gardelegen          | «Dokladnoi» | 44663     |                                            |
| 250. Selbständiges Funktechnisches Regiment                | Stendal             | «Dokladnoi» | 89591     |                                            |
| 52. Selbständiges Funktechnisches Bataillon                | Ravensbrück         | «Werschok»  | 34814     |                                            |
| 908. Selbständiges EloKa-Bataillon                         | Wulkow              |             | 61693     |                                            |
| 702. Selbständige Funkelektronische Aufklärungszentrale    | Disdorf             |             | 33947     |                                            |
| 836. Selbständiges Richtfunk-Kabelbataillon                | Gentzrode (Lage)    |             | 44321     |                                            |
| 290. Garde-Artilleriebrigade                               | Schwerin            | «Pogatka»   | 35636     | 72xD20, 5xPRP-3, 1xR-145BM                 |
| 172. Selbstständiges Kampfhubschrauberregiment             | Damm                | «Klitsch»   | 15420     | 40xMi-24, 10xMi-8                          |
| 439. Selbstständiges Kampfhubschrauberregiment             | Damm                |             | 15420     | 40xMi-24, 30xMi-8                          |
| Selbstständige Drohnenstaffel                              | Parchim             |             | 27805     |                                            |
| 9. Selbstständige Hubschrauberstaffel                      | Neuruppin           |             | 83163     | 6xMi-8, 2xMi-6, 2xMi-24K, 2xMi-24R         |
| 480. Selbständiges Pionierbataillon                        | Rathenow            |             | 41651     | nach anderen Quellen: Pionierbrigade       |
| 69. Selbstständiges Pontonbrücken-Regiment                 | Rathenow (Lage)     |             | 43443     |                                            |
| 15. Selbständiges Bugsierboot-Pionierbataillon             | Rathenow            |             |           |                                            |
| 52. Selbständiges Bataillon Chemische Aufklärung           | Rathenow            | «Ofelija»   |           | 12xK-611                                   |
| 5. Selbstständiges Garde-Fernmelderegiment                 | Ravensbrück         | «Swonkowoi» | 89730     | 6xR-145BM, 1xR-156BTR, 1xR-137B, 1xP-240BT |
| 250. Selbstständiges Funktechnisches Regiment              | Stendal             |             |           |                                            |
| 52. Selbstständiges Funktechnisches Regiment               | Ravensbrück         |             |           |                                            |
| 836. Selbständiges Richtfunk-Kabelbataillon                | Eberswalde          |             |           |                                            |
| 908. Selbstständiges EloKa-Bataillon                       |                     |             |           |                                            |
| 118. Logistikbrigade                                       | Ravensbrück         |             | 74956     |                                            |
| 68. Selbständiges Kfz-Bataillon                            | Fürstenberg         |             | 01410     |                                            |
| 1223. Armee-Verpflegungslager                              | Fürstenberg         |             | 33532     |                                            |
| 297. Selbständiges Reparatur- und Instandsetzungsbataillon | Fürstenberg         |             | 77079     |                                            |
| 310. Selbständiges Reparatur- und Instandsetzungsbataillon | Fürstenberg         |             |           |                                            |
| 80. Militärlazarett                                        | Schwerin            | «Uglubka»   | 70646     |                                            |
| 129. Topographie-Einheit der Armee                         | Fürstenberg         |             | 04085     |                                            |
| Mobile Raketentechnische Basis                             | Wulkow              | «Scharok»   | 73654     |                                            |
| 17. Kurier- und Feldpostzentrale                           | Fürstenberg         | «Scharok»   | 17630     |                                            |

### 16. Garde-Panzerdivision
| Bezeichnung | Bezeichnung              | Standort           | Tarnname    | Truppen-№ | Bemerkung                                           |
| --- | ------------------------ | ------------------ | ----------- | --------- | --------------------------------------------------- |
| 16. Garde-Panzerdivision | 16. Garde-Panzerdivision | Neustrelitz (Lage) | «Aleut»     | 58800     |                                                     |
| Führung der Division | Führung der Division     |                    |             |           | 7xBTR-80, 8xBTR-60, 1xPRP-3, 1xR-145BM, 1xR-156xBTR |
| | 47. Garde-Panzerregiment | Neustrelitz (Lage) | «Girometer» | 58452     |                                                     |
| 60. MotSchützenregiment | Ravensbrück (Lage)       |                    | 47245       |           |                                                     |
| 65. Garde-Panzerregiment | Neustrelitz (Lage)       | «Randewu»          | 58330       |           |                                                     |
| 723. Garde-MotSchützenregiment | Rathenow                 |                    | 58245       |           |                                                     |
| 724. Garde-Panzer-Artillerieregiment | Neustrelitz (Lage)       | «Ichtiolog»        | 47272       |           |                                                     |
| 66. Flugabwehr-Raketenregiment | Neustrelitz (Lage)       | «Schanrowyi»       | 35120       |           |                                                     |
| 17. Aufklärungs- und EloKa-Bataillon | Neustrelitz (Lage)       | «Pausnik»          | 35018       |           |                                                     |
| 185. Selbständiges Fernmeldebataillon | Neustrelitz (Lage)       |                    | 35139       |           |                                                     |
| 135. Selbständiges Pionierbataillon | Neustrelitz (Lage)       | « Sagenit»         | 47255       |           |                                                     |
| 541. Selbständiges Bataillon Chemische Abwehr | Neustrelitz (Lage)       |                    | 25481       |           |                                                     |
| 1075. Selbständiges Logistik-Bataillon | Neustrelitz (Lage)       |                    | 61088       |           |                                                     |
| 59. Selbständiges Reparatur- und Instandsetzungsbataillon | Neustrelitz (Lage)       |                    | 17829       |           |                                                     |
| 192. Selbständiges Sanitätsbataillon | Neustrelitz (Lage)       |                    | 17829       |           |                                                     |
| Gesamtbestand Kampfpanzer = 250; Schützenpanzer = 442 (BMP); Mannschaftstransporter gepanzert = 26 (BTR); Panzerartillerie = 126 (SAU); Minenwerfer = 356; Mehrfachraketenwerfer = 18 (RSSO) |                          |                    |             |           |                                                     |

### 21. MotSchützendivision
| Bezeichnung | Bezeichnung              | Standort         | Tarnname     | Truppen-№                         | Bemerkung                       |
| --- | ------------------------ | ---------------- | ------------ | --------------------------------- | ------------------------------- |
| 21. MotSchützendivision | 21. MotSchützendivision  | Perleberg (Lage) | «Ischod»     | 58369                             |                                 |
| Führung der Division | Führung der Division     |                  |              |                                   | 1xPRP-3, 2xR-145BM, 2xR-156xBTR |
| | 239. MotSchützenregiment | Perleberg (Lage) | «Agrobiolog» | 47425                             |                                 |
| 240. MotSchützenregiment | Ludwigslust (Lage)       |                  | 47285        |                                   |                                 |
| 283. Garde-MotSchützenregiment | Hagenow (Lage)           |                  | 83058        |                                   |                                 |
| 568. MotSchützenregiment | Parchim                  | «Redka»          | 34817        |                                   |                                 |
| 1054. Panzer-Artillerieregiment | Rathenow (Lage)          | «Padun»          | 35049        |                                   |                                 |
| 1079. Flugabwehr-Raketenregiment | Perleberg (Lage)         | «Ritualny»       | 47248        |                                   |                                 |
| 18. Selbständiges Panzerbataillon | Parchim (Lage)           |                  | 42239        |                                   |                                 |
| 480. Selbständige Panzer-Abwehrabteilung | Ludwigslust (Lage)       |                  | 06208        | im Sinne von Panzerjägerabteilung |                                 |
| 34. Selbständiges Aufklärungsbataillon | Perleberg (Lage)         |                  | 58593        |                                   |                                 |
| 921. Selbständiges Fernmeldebataillon | Perleberg (Lage)         | «Nadir»          | 58445        |                                   |                                 |
| 348. Selbständiges Pionierbataillon | Ludwigslust (Lage)       |                  | 58696        |                                   |                                 |
| 158. Selbständiges Bataillon Chemische Abwehr | Perleberg                |                  | 25472        |                                   |                                 |
| 1125. Selbständiges Logistikbataillon | Perleberg                |                  | 60391        |                                   |                                 |
| 34. Selbständiges Reparatur- und Instandsetzungsbataillon | Ludwigslust (Lage)       |                  | 57883        |                                   |                                 |
| 4. Selbständiges Sanitätsbataillon | Perleberg                |                  |              |                                   |                                 |
| Gesamtbestand Kampfpanzer = 155; Schützenpanzer = 350 (BMP); Mannschaftstransporter gepanzert = 125 (BTR); Panzerartillerie = 125 (SAU); Minenwerfer = 72; Mehrfachraketenwerfer = 18 (RSSO) |                          |                  |              |                                   |                                 |

### 94. Garde-MotSchützendivision
| Bezeichnung | Bezeichnung                      | Standort        | Tarnname | Truppen-№                                                   | Bemerkung               |
| --- | -------------------------------- | --------------- | -------- | ----------------------------------------------------------- | ----------------------- |
| HQ 94. Garde-MotSchützendivision | HQ 94. Garde-MotSchützendivision | Schwerin (Lage) |          | 35882                                                       | auch: Stab der Division |
| Führung der Division | Führung der Division             |                 |          |                                                             | 1xPRP-3, 1xR-156xBTR    |
| | 204. Garde-MotSchützenregiment   | Schwerin (Lage) | «Bulawa» | 47487                                                       |                         |
| 286. Garde-MotSchützenregiment | Schwerin (Lage)                  | «Aksiometr»     | 35886    |                                                             |                         |
| 288. Garde-MotSchützenregiment | Wismar (Lage)                    | «Bandaschnik»   | 86867    |                                                             |                         |
| 74. Garde-Panzerregiment | Schwerin (Lage)                  |                 | 35890    |                                                             |                         |
| 199. Garde-Panzer-Artillerieregiment | Wismar (Lage)                    |                 | 83067    |                                                             |                         |
| 896. Flugabwehr-Raketenregiment | Schwerin (Lage)                  | «Ritualny»      | 83057    |                                                             |                         |
| 28. Selbständiges Panzerbataillon | Schwerin (Lage)                  | «Awen»          | 63307    |                                                             |                         |
| 496. Selbständige Panzer-Abwehrabteilung | Schwerin (Lage)                  |                 | 72614    | im Sinne von Panzerjägerabteilung                           |                         |
| 12. Selbständiges Aufklärungsbataillon | Schwerin (Lage)                  | «Chodok»        | 83068    |                                                             |                         |
| 159. Selbständiges Fernmeldebataillon | Schwerin (Lage)                  |                 | 83062    |                                                             |                         |
| 107. Selbständiges Pionierbataillon | Ludwigslust                      |                 | 35868    |                                                             |                         |
| 230. Selbständiges Bataillon Chemische Abwehr | Schwerin (Lage)                  | «Zwetoljub»     |          | nach anderen Quelle: Selbständige Kompanie Chemische Abwehr |                         |
| 1130. Selbständiges Logistikbataillon | Schwerin (Lage)                  |                 | 55956    |                                                             |                         |
| 52. Selbständiges Reparatur- und Instandsetzungsbataillon | Schwerin (Lage)                  |                 | 24487    |                                                             |                         |
| 90. Selbständiges Sanitätsbataillon | Schwerin (Lage)                  |                 |          |                                                             |                         |
| Gesamtbestand Kampfpanzer = 274; Schützenpanzer = 166 (BMP); Mannschaftstransporter gepanzert = 289 (BTR); Panzerartillerie = 90 (SAU); Minenwerfer = 54; Mehrfachraketenwerfer = 18 (RSSO) |                                  |                 |          |                                                             |                         |

### 207. MotSchützendivision
| Bezeichnung                                               | Bezeichnung | Standort       | Tarnname            | Truppen-№                         | Bemerkung                       |
| --------------------------------------------------------- | --- | -------------- | ------------------- | --------------------------------- | ------------------------------- |
| HQ 207. MotSchützendivision                               | HQ 207. MotSchützendivision | Stendal (Lage) | «Nikotin», «Deiton» | 83051                             | auch: Stab der Division         |
| Führung der Division                                      | Führung der Division |                |                     |                                   | 1xPRP-3, 5xR-145BM, 2xR-156xBTR |
|                                                           | 33. MotSchützenregiment | Stendal (Lage) | «Arba»              | 86854                             |                                 |
| 41. MotSchützenregiment                                   | Gardelegen (Lage) | «Kolchosnik»   | 86860               |                                   |                                 |
| 400. MotSchützenregiment                                  | Mahlwinkel (Lage) | «Mikronk»      | 55455               |                                   |                                 |
| 591. Garde-MotSchützenregiment                            | Staats (Lage) | «Awertin»      | 86862               |                                   |                                 |
| 693. Panzer-Artillerieregiment                            | Stendal (Lage) | «Deiton»       | 86863               |                                   |                                 |
| 75. Garde-Flugabwehr-Raketenregiment                      | Stendal |                | 58998               |                                   |                                 |
| 32. Selbständiges Panzerbataillon                         | Gardelegen (Lage) | «Alabor»       | 11950               |                                   |                                 |
| 498. Selbständige Panzer-Abwehrabteilung                  | Gardelegen (Lage) |                | 72648               | im Sinne von Panzerjägerabteilung |                                 |
| 6. Selbständiges Aufklärungsbataillon                     | Schwerin | «Reschaemyi»   | 83059               |                                   |                                 |
| 912. Selbständiges Fernmeldebataillon                     | Stendal (Lage) | «Efirnik»      | 83062               |                                   |                                 |
| 338. Selbständiges Pionierbataillon                       | Stendal (Lage) |                | 35867               |                                   |                                 |
| 102. Selbständiges Bataillon Chemische Abwehr             | Stendal (Lage) |                | 25495               |                                   |                                 |
| 1131. Selbständiges Logistikbataillon                     | Stendal (Lage) |                | 50303               |                                   |                                 |
| 46. Selbständiges Reparatur- und Instandsetzungsbataillon | Gardelegen (Lage) |                | 24516               |                                   |                                 |
| 225. Selbständiges Sanitätsbataillon                      | Stendal (Lage) | «Alidada»      |                     |                                   |                                 |
|                                                           | Gesamtbestand Kampfpanzer = 155; Schützenpanzer = 348 (BMP); Mannschaftstransporter gepanzert = 346 (BTR); Panzerartillerie = 126 (SAU); Minenwerfer = 72; Mehrfachraketenwerfer = 18 (RSSO) |                |                     |                                   |                                 |

## Befehlshaber der Armee
- Radsijewski, Alexei Iwanowitsch (November 1944 – Januar 1945) – Generalleutnant der Panzertruppen (GenLt der Panzertruppen)
- Bogdanow, Semjon Iljitsch (1945) – Generaloberst der Panzertruppen
- Schaposchnikow, Matwei Kusmitsch (1956–1961) – GenLt der Panzertruppen[2]
- Goworow, Wladimir Leonidowitsch (1967–1969) – GenLt
- Tenischtschew, Iwan Iwanowitsch (1969–1972) – GenLt
- Sorokin, Michail Iwanowitsch (1972–1974) – GenLtn der Panzertruppen
- Kirillow, Anatoli Iwanowitsch (1974–1976) – Generalmajor der Panzertruppen (GenMaj der Panzertruppen)
- Gratschow, Nikolai Fjodorowitsch (1976–1980) – GenLt der Panzertruppen
- Ruschtschenkow, Wladimir Pawlowitsch (1985–1988) – GenLt
- Mironow, Waleri Iwanowitsch (1988–1989) – GenLt
- Baranow, Alexander Iwanowitsch (1994–1996) – GenLt
- Makarow, Nikolai Jegorowitsch (1996–1997) – GenLt
- Kolotowkin, Andrei Wladimirowitsch (seit 2020) – GenLt[3]